# NGC 6380
NGC 6380 (другие обозначения — GCL 68, ESO 333-SC14, Тонанцинтла 1) — шаровое скопление в созвездии Скорпион.
Этот объект входит в число перечисленных в оригинальной редакции «Нового общего каталога».